# هولدا اهل هلند
هولدا اهل هلند (انگلیسی: Hulda of Holland) یک فیلم کمدی صامت کوتاه به کارگردانی جی. سرل داولی است که در سال ۱۹۱۳ منتشر شد. هارولد لوید هم در این فیلم نقشی بازی کرده است، اما نامش در عنوان‌بندیِ فیلم ذکر نشده است.

## بازیگران
- بن اف. ویلسون
- لورا سویر
- چارلز ساتن
- هارولد لوید